# Тонкохвіст маленький
Тонкохві́ст мале́нький (Ischnura pumilio) — вид бабок родини стрілкових (Coenagrionidae).

## Поширення
Вид поширений у Європі, Північній Африці, Західній та Середній Азії від Азорських островів та Мадейри до Монголії та Північного Китаю. Трапляється майже по всій Україні. Місцями звичайний і масовий, але на Поліссі зустрічається зрідка.

## Опис
Тіло завдовжки 26—31 мм, черевце 22—25 мм, заднє крило 14—18 мм. Голова широка, із закругленим чолом. На потилиці дві світлих плями. Потиличні плями округлі. Задній край передньоспинки слабо витягнутий назад. Птеростигма вузька, що дорівнює одній ланці. На передніх крилах птеростигма більша, ніж на задніх, особливо у самців. Ноги чорного або темно-сірого кольору.
Черевце у самців на верхній стороні темне з характерною блакитною плямою, з боків і знизу блакитного або зеленуватого кольору. Груди самців чорні, з блакитними смужками. Спинна сторона II тергіта черевця повністю чорна. IX сегмент повністю блакитного кольору, VIII сегмент частково блакитний. Птеростигма двоколірна на передніх крилах, з чорною проксимальною і білуватою дистальною частинами. Задній край передньоспинки самки трилопатевий. VIII тергіт черевця чорного кольору, анальні придатки білого кольору. На VIII стерніті черевця перед яйцекладом розташовується гострий шип. Тіло самиці має зеленувато-коричневе або жовтувато-зелене забарвлення, з темним малюнком як у самців.